# Trubbtandad lövknäppare
Trubbtandad lövknäppare (Crepidophorus mutilatus) är en skalbaggsart som först beskrevs av Wilhelm Gottlob Rosenhauer 1847.  Trubbtandad lövknäppare ingår i släktet Crepidophorus, och familjen knäppare. IUCN kategoriserar arten globalt som nära hotad. Enligt den finländska rödlistan är arten starkt hotad i Finland. Enligt den svenska rödlistan är arten sårbar i Sverige. Arten förekommer i Götaland och Svealand. Artens livsmiljö är naturlundskogar.

## Bildgalleri

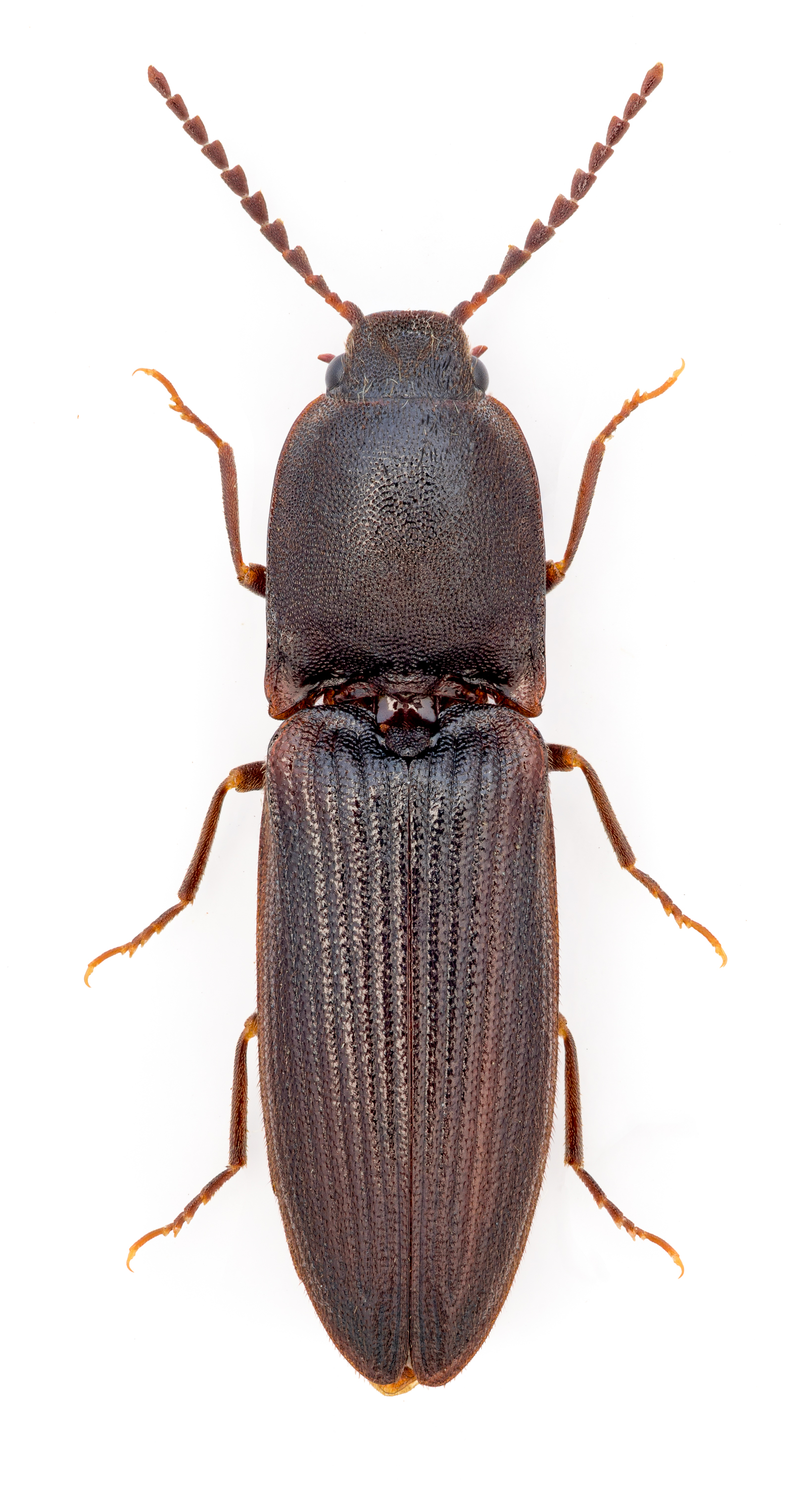
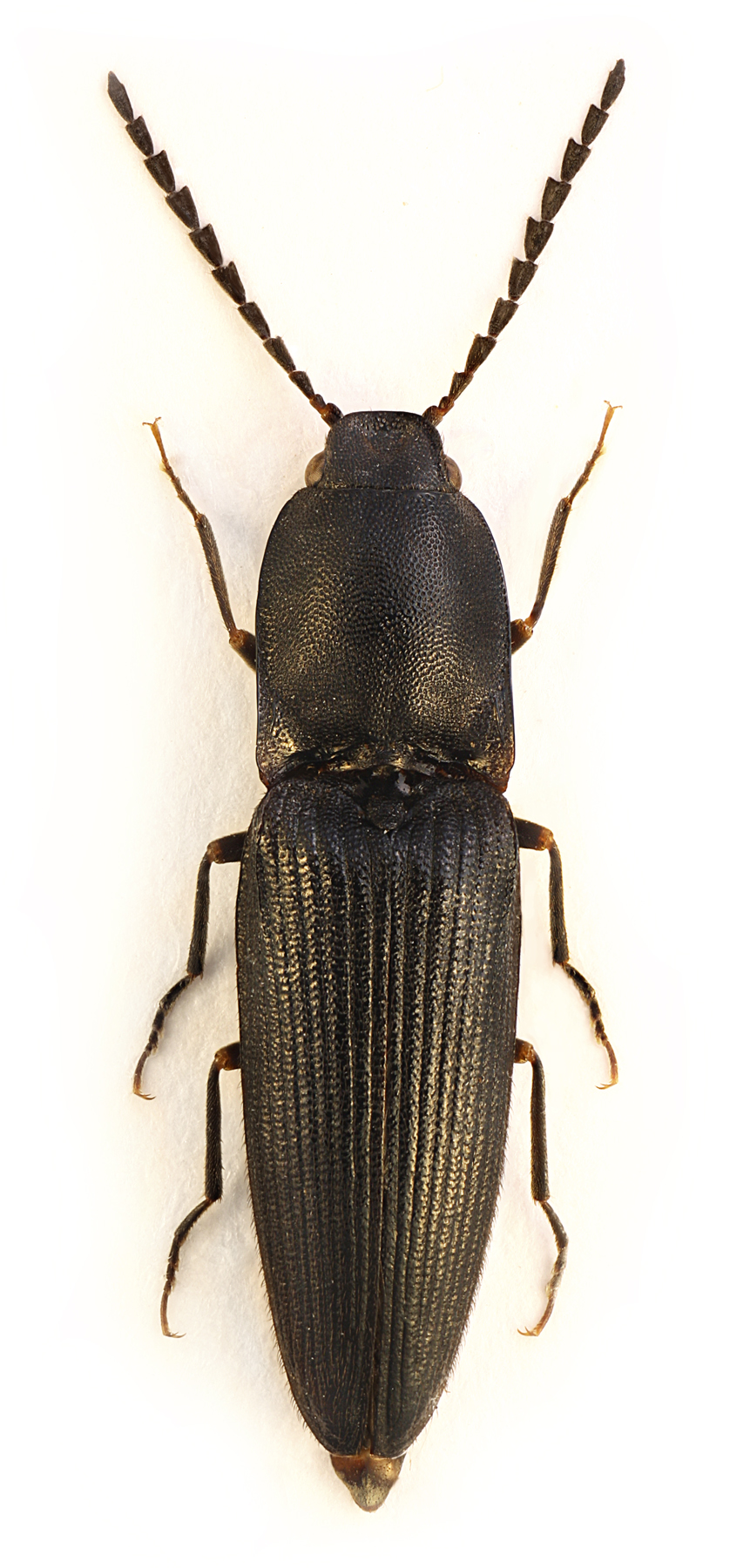